# Herzlija (Haifa)
Herzlija (hebrejsky: הרצליה) je čtvrť v centrální části Haify v Izraeli. Nachází se v administrativní oblasti Hadar, na okraji pohoří Karmel.

## Geografie
Leží v nadmořské výšce cca 100 metrů, cca 1 kilometr jihozápadně od centra dolního města. Tvoří podčást statistického okrsku Hadar-Merkaz. Název odkazuje na zakladatele moderního sionismu Theodora Herzla. Na východě s ní sousedí čtvrť Hadar ha-Karmel, na severu Vádí Nisnas, na západě komplex Světového centra Bahá'í a na jihu okrsek Hadar-Ejlon.

## Demografie
Populace je smíšená, arabsko-židovská. Rozkládá se na ploše 0,19 kilometru čtverečního. V roce 2008 ze žilo 2 900 lidí. Z toho 1 020 Židů, 770 muslimů a 610 arabských křesťanů.